# Croagh Patrick
Pour les articles homonymes, voir Reek (homonymie).
Croagh Patrick (en irlandais : Cruach Phádraig), connu localement sous le nom the Reek (« la Meule »), est une montagne de l'ouest de l'Irlande dans le comté de Mayo.
Croagh Patrick est un lieu de pèlerinage depuis des centaines d'années en l'honneur de Saint Patrick, saint patron de l'Irlande, qui a jeûné pendant quarante jours au sommet de la montagne Cruachán Aigle en 441 et y a bâti une église. Cette tradition légendaire prenant pour modèle Moïse, qui est resté 40 jours et 40 nuits au mont Sinaï, explique les autres noms de Cruachán Aigle ou le « Sinaï d'Irlande »
Dans des temps plus récents, une petite chapelle a été construite sur le sommet et consacrée le 30 juillet 1905. Le 31 juillet 2005, lors du pèlerinage annuel à Croagh Patrick, appelé aussi localement Reek Sunday, une plaque commémorant le centenaire de la construction et de la consécration de la chapelle a été dévoilée par Michael Neery, archevêque de Tuam.
On dit qu'à la fin du jeûne de 40 jours de Saint Patrick, ce dernier jeta une cloche en bas de la montagne, bannissant tous les serpents d'Irlande. L'endroit où l'on dit que la cloche est retombée et les serpents bannis est en réalité la vallée en forme de U créée par un glacier se jetant dans Clew Bay lors de la dernière ère glaciaire.
Lors du pèlerinage annuel, le dernier dimanche de juillet, plus de 25 000 pèlerins catholiques gravissent la montagne, beaucoup d'entre eux pieds nus.
Le village de Murrisk se situe au pied de la montagne.